# Потштат
Потштат (чеш. Potštát) град је у Чешкој Републици. Град се налази у управној јединици Оломоуцки крај, у оквиру којег припада округу Преров.

## Становништво
Према подацима о броју становника из 2014. године град је имао 1.191 становника.